# 市民医院教堂 (克雷姆斯)
市民医院教堂（Bürgerspitalkirche）是一座罗马天主教教堂，位于奥地利多瑙河畔克雷姆斯市中心的 Oberen Landstraße 街。该堂奉阿斐爾的兒子雅各伯和斐理伯为主保圣人，建于1470/80年左右。

## 历史
市民医院最初位于城外，是一处老人和穷人的护理设施，被摧毁后，人们希望将其搬到城内。腓特烈三世皇帝允许拆除克雷姆斯犹太区的房屋，在其上建造新建筑。那些犹太人已在1420年维也纳屠杀中被屠杀或驱逐。在拆除房屋时，发现犹太人埋藏的一瓶金币，价值550盾。腓特烈三世只允许使用其中的150盾，命令将其余400盾上交。